# Bâgé-la-Ville
Bâgé-la-Ville är en kommun i departementet Ain i regionen Auvergne-Rhône-Alpes i östra Frankrike. Kommunen ligger  i kantonen Bâgé-le-Châtel som ligger i arrondissementet Bourg-en-Bresse. Kommunens areal är 39,68 km². År 2018 hade Bâgé-la-Ville 3 188 invånare.

## Befolkningsutveckling
Antalet invånare i kommunen Bâgé-la-Ville
Referens: INSEE